# Ejner Larsen (ingeniør)
 For alternative betydninger, se Ejner Larsen. (Se også artikler, som begynder med Ejner Larsen)
Niels Ejner Larsen (født 15. juli 1917 i Langtved, død 23. juni 2009 i København) var en dansk ingeniør.

## Privat
Forældre Thora Marie f. Hansen 1892-1984 og Poul Viggo Larsen 1892-1990.
Kaldte sig Ejner Larsen.
Soldat i Holbæk 1941-42. Blev i 1947 kendt utjenstdygtig pga skade i foden pådraget i et tog Århus-Risskov som i marts 1945 var udsat for Schalburgtage. Fik i 1947 erstatning efter lov om besættelsestidens ofre (15% invaliditet). Daglig leder af vagtværnet i Vejlby_Risskov kommune 1944-45.
Gift 1946 med Signe Andrea Larsen (1921 til død i 1972). Børn: Poul Henrik Larsen 1947-, Kirsten Larsen 1950-, Annegrete Larsen 1957- . Han er begravet på Lyngby Park Kirkegård.

## Uddannelse
Niels Ejner Larsen tog præliminæreksamen i Odense i 1934, blev student 1936 fra Høng studenterkursus (i dag Høng Gymnasium og HF), ingeniør fra Den polytekniske Læreanstalt (i dag Danmarks Tekniske Universitet) i 1941.
Boede på G.A. Hagemanns Kollegium fra 1937-1941.

## Arbejde
Ejner Larsen arbejdede for Birch & Krogboe (i dag ALECTIA) 1942, Vejlby-Risskov Kommune 1942-47, Lyngby-Taarbæk Kommune 1947-1965, Harvey & Co. 1965-74, Akvadan 1974-1983, arbejde for Danida i Indien 1982-83, Krüger 1984-1987.
Medlem fra 1948 for Dansk Ingeniørforenings spildevandskomite Arkiveret 18. august 2017 hos  Wayback Machine - i en periode som sekretær for komiteen, (se skrifter under Bibliografi). Komiteens fulde navn er Ingeniørforeningen i Danmark, IDAs Spildevandskomité, men den kaldes som oftest blot for Spildevandskomiteen eller SVK.
Arbejdet med beregning og konstruktion af regnbassiner i Lyngby-Taarbæk kommune var banebrydende inden for kloakteknikker og baseret på Spildevandskomiteens nedbørsundersøgelser. Ejner Larsen var i perioden 1951-1965 leder af det daglige arbejde med projektering og udførelse af anlæggene under Mølleåplanen. Denne plan blev banebrydende for den slags projekter og kendt i hele verden.
Han virkede som teknisk sagkyndig for overlandsvæsenskommisionen 1976-1982. Hans hovedarbejdsområde i alle ansættelser var kloakering.